# خوسه انریکه گوتیرس
خوسه انریکه گوتیرس (اسپانیایی: José Enrique Gutiérrez‎؛ زادهٔ ۱۸ ژوئن ۱۹۷۴) دوچرخه‌سوار اهل اسپانیا است. وی در مسابقات تور دو فرانس و جیرو دیتالیا شرکت کرده است.